# West Pearl Tower
Der West Pearl Tower ist ein 339 Meter hoher Fernsehturm im chinesischen Chengdu und damit der vierthöchste in der Volksrepublik China. Die Basis des bis unter die Erdoberfläche verlaufenden Turmschafts besteht aus einer Stützkonstruktion mit vier Pfeilern. Ursprünglich begannen die Bauarbeiten des West Pearl Tower 1992, mussten aber wegen finanzieller Probleme bis 1998 unterbrochen werden.